# Latîșivka, Mașivka
Latîșivka (în ucraineană Латишівка) este un sat în comuna Seleșciîna din raionul Mașivka, regiunea Poltava, Ucraina.

## Demografie
Componența lingvistică a localității Latîșivka
     Ucraineană (98,86%)
     Rusă (1,14%)
Conform recensământului din 2001, majoritatea populației localității Latîșivka era vorbitoare de ucraineană (98,86%), existând în minoritate și vorbitori de rusă (1,14%).